# 30000
30000（三万、さんまん）は自然数、また整数において、29999の次で30001の前の数である。

## 性質
- 30000は合成数であり、約数は1, 2, 3, 4, 5, 6, 8, 10, 12, 15, 16, 20, 24, 25, 30, 40, 48, 50, 60, 75, 80, 100, 120, 125, 150, 200, 240, 250, 300, 375, 400, 500, 600, 625, 750, 1000, 1200, 1250, 1500, 1875, 2000, 2500, 3000, 3750, 5000, 6000, 7500, 10000, 15000, 30000である。
  - 約数の和は96844。
- 1/30000 = 0.0000333… (下線部は循環節で長さは1)
- 4292番目のハーシャッド数である。1つ前は29988、次は30006。
  - 3を基とする35番目のハーシャッド数である。1つ前は21000、次は100002。
- 30000 = 24 × 3 × 54
  - 3つの異なる素因数の積で p4 × q4 × r の形で表せる8番目の数である。1つ前は29808、次は37584。(オンライン整数列大辞典の数列 A190012)

## その他 30000 に関連すること
- 30000系

## 30001 から 39999 までの整数
- 30029 = 13# − 1 = 2 × 3 × 5 × 7 × 11 × 13 − 1 、素数階乗の素数[1]、エマープ (30029 ←→ 92003)
- 30030 − 素数階乗[2]、2×3×5×7×11×13。6つの独立素因数の積である最小の数[3]
- 30203 − 安全素数[4]、回文素数
- 30240 − 調和数[5]、倍積完全数
- 30276 = 1742
- 30323 − ソフィー・ジェルマン素数、安全素数
- 30420 − 五角錐数[6]
- 30625 = 1752 = 54 × 72。
- 30803 − 安全素数、回文素数
- 30851 − ソフィー・ジェルマン素数、エマープ (30851 ←→ 15803)
- 30976 = 1762 = 28 × 112。
- 31104 - 27 × 35 = 4 × 65。4×6n の一つ前は 5184 、次は 186624 。素因数分解形が 2i × 3j になる数、1つ前は 27648 、次は 34992 。(オンライン整数列大辞典の数列 A003586)
- 31116 − 八面体数[7]
- 31250 - 2 × 56。素因数分解形が 2i × 5j になる数、1つ前は 25600 、次は 32000 。オンライン整数列大辞典の数列 A003592)
- 31329 = 1772
- 31139 − 安全素数、エマープ (31139 ←→ 93113)
- 31395 − 四角錐数
- 31397 − 素数の間隔が72になる最初の素数 (31469 − 31397 = 72)
- 31416 − 円周率の近似値
- 31623 − 10の平方根 {\displaystyle {\sqrt {10}}} の近似値
- 31721 - ソフィー・ジェルマン素数
- 31721, 31723, 31727, 31729 - 23番目の四つ子素数
- 31859 − ソフィー・ジェルマン素数、エマープ (31859 ←→ 95813)
- 31929 − ツァイゼル数[8]
- 32000 − 28 × 53。素因数分解形が 2i × 5j になる数、1つ前は 25600 、次は 40000 。1米トンは32000オンス(2000 ポンド)
- 32003 − ソフィー・ジェルマン素数、安全素数、スーパー素数
- 32043 − その2乗がパンデジタル数となる最小の数[9]
- 32400 = 1802
- 32531 − ソフィー・ジェルマン素数、エマープ (32531 ←→ 13523)
- 32633 − ソフィー・ジェルマン素数、エマープ (32633 ←→ 33623)
- 32640 - 27 × (28 - 1)。n = 8 のときの 2n−1(2n − 1) の値と見たとき、この形の数で倍積完全数でなく、倍積完全数の約数の和でもない最小の数。
- 32760 – 調和数[5]、倍積完全数
- 32761 = 1812、中心つき六角数
- 32767 = 215 − 1[10]、コンピュータの符号つき(2の補数)16ビット整数型における、最も大きい正の数。六進法では 411411 、八進法では 77777 となる。
- 32768 = 215 [11][12] = 85 [13][14] = 323 [15][16]。2の累乗数、コンピュータの符号つき(2の補数)16ビット整数型における、負の数の最大の絶対値。
- 32800 – 五角錐数[6]
- 32843 − ソフィー・ジェルマン素数、安全素数
- 33461 – ソフィー・ジェルマン素数、ペル数[17]、マルコフ数[18]
- 33489 = 1832
- 33511 – 四角錐数
- 33623 − ソフィー・ジェルマン素数、安全素数、エマープ (33623 ⇔ 32633)
- 33781 – 八面体数[7]
- 33856 = 1842
- 34319 − ソフィー・ジェルマン素数、安全素数
- 34367 − 安全素数、スーパー素数
- 34560 = 1! × 2! × 3! × 4! × 5!
- 34841, 34843, 34847, 34849 - 24番目の四つ子素数
- 34843 − 519番目のスーパー素数
- 34992 - 24 × 37。66 × 3/4、184 ÷ 3。六進法で430000、十八進法で6000。素因数分解形が 2i × 3j になる数、1つ前は 31104 、次は 36864 。
- 35274 – 1仏トンは約35274オンス (約2204.6 ポンド)
- 35301 – 五角錐数[6]
- 35363 − 安全素数、エマープ (35363 ←→ 36353)
- 35720 – 四角錐数
- 35721 = 1892 = 36 × 72。
- 35840 – 1英トンは35840オンス (2240 ポンド)
- 35890 – トリボナッチ数[19]
- 35899 – 交互階乗[20]
- 35937 = 333 [15]、千角数
- 35993 − ソフィー・ジェルマン素数、エマープ (35993 ←→ 39953)
- 36083 − ソフィー・ジェルマン素数かつ安全素数 (66番目) 、スーパー素数
- 36100 = 1902 = 13 + 23 + 33 + ⋯ + 193 、1から19の整数の3乗の和[21]
- 36263 − 安全素数、回文素数
- 36353 − ソフィー・ジェルマン素数、エマープ (36353 ←→ 35363)
- 36383 − ソフィー・ジェルマン素数、安全素数
- 36467 − 安全素数、エマープ (36467 ←→ 76463)
- 36479 − ソフィー・ジェルマン素数、エマープ (36479 ←→ 97463)
- 36524 − 世紀が4で割り切れない場合の1世紀の日数
- 36525 − 世紀が4で割り切れる場合の1世紀の日数
- 36563 − ソフィー・ジェルマン素数、回文素数
- 36594 – 八面体数[7]
- 36683 − 安全素数、スーパー素数
- 36864 - 212 × 32 = 1922。素因数分解形が 2i × 3j になる数、1つ前は 34992 、次は 39366 。
- 36887 − 安全素数、スーパー素数
- 36923 − ソフィー・ジェルマン素数、安全素数
- 36929 − ソフィー・ジェルマン素数、スーパー素数
- 37547 − 安全素数、左切捨て可能素数
- 37666 – マルコフ数[18]
- 37926 – 五角錐数
- 37999 − 37を基とする最小のハーシャッド数
- 38024 – 四角錐数
- 38183 − ソフィー・ジェルマン素数、回文素数
- 38327 − 安全素数、エマープ (38327 ←→ 72383)
- 38459 − ソフィー・ジェルマン素数、エマープ (38459 ←→ 95483)
- 38639 − ソフィー・ジェルマン素数、安全素数、エマープ (38639 ←→ 93683)
- 38723 - ソフィー・ジェルマン素数、エマープ (38723 ←→ 32783)
- 38783 − 安全素数、回文素数
- 38861 − ソフィー・ジェルマン素数、エマープ (38861 ←→ 16883)
- 38880 - 25 × 35 × 5 = 5 × 65。5×6n の一つ前は 6480 、次は 233280 。
- 38962 – 第1定義のカプレカ数[22]
- 39366 - 2 × 39。素因数分解形が 2i × 3j になる数、1つ前は 36864 、次は 41472 。
- 39559 – 八面体数[7]
- 39603 – リュカ数
- 39648 – テトラナッチ数[23]
- 39839 − 安全素数、エマープ (39839 ←→ 93893)
- 39953 − ソフィー・ジェルマン素数、エマープ (39953 ←→ 35993)
- 39990 − 30を基とする最小のハーシャッド数